# Булдым
Булдым — проточное озеро в Каслинском районе Челябинской области, расположено у северо-западной окраины посёлка Вишнёвогорска, в 16 км к от города Касли.
Площадь озера — 2,7 км². С юго-запада в него впадает речка Булдымка, с северо-востока озеро соединяется протокой с рекой Большой Вязовкой и далее с озером Силач, с северо-западной и восточной стороны озеро питают родники. Берега сильно заболочены (за исключением южной части).

## Название
Название озера Булдым происходит от тюркского мужского имени Булдым, Булды, производного от глагола була, булыу — «посетить», «быть», «побывать», «приходить», «становиться». В значении «родился», «пришел наследник», с имяобразующим аффиксом -ды, -дым.